# Super Bowl XLIX
Super Bowl XLIX je bio završna utakmica 95. po redu sezone nacionalne lige američkog nogometa. U njoj su se sastali pobjednici NFC konferencije Seattle Seahawksi i pobjednici AFC konferencije New England Patriotsi. Pobijedili su Patriotsi rezultatom 28:24, te tako osvojili svoj četvrti naslov prvaka.
Utakmica je odigrana na University of Phoenix Stadiumu u Glendaleu u Arizoni, kojem je to bilo drugo domaćinstvo Super Bowla (prvo Super Bowl XLII 2008. godine).

## Tijek utakmice
| Četvrtina | Vrijeme | Momčad | Informacija o promjeni rezultata                                                       | Rezultat | Rezultat |
| Četvrtina | Vrijeme | Momčad | Informacija o promjeni rezultata                                                       | Seahawks | Patriots |
| --------- | ------- | ------ | -------------------------------------------------------------------------------------- | -------- | -------- |
| 1         | 9:47    | NE     | touchdown dodavanjem (Brady-LaFell), uspješan pokušaj za dodatni poen (Gostkowski)     | 0        | 7        |
| 2         | 2:16    | SEA    | touchdown probijanjem (Lynch), uspješan pokušaj za dodatni poen (Hauschka)             | 7        | 7        |
| 2         | 0:31    | NE     | touchdown dodavanjem (Brady-Gronkowski), uspješan pokušaj za dodatni poen (Gostkowski) | 7        | 14       |
| 2         | 0:02    | SEA    | touchdown dodavanjem (Wilson-Matthews), uspješan pokušaj za dodatni poen (Hauschka)    | 14       | 14       |
| 3         | 11:09   | SEA    | field goal (Hauschka)                                                                  | 17       | 14       |
| 3         | 4:54    | SEA    | touchdown dodavanjem (Wilson-Baldwin), uspješan pokušaj za dodatni poen (Hauschka)     | 24       | 14       |
| 4         | 7:55    | NE     | touchdown dodavanjem (Brady-Amendola), uspješan pokušaj za dodatni poen (Gostkowski)   | 24       | 21       |
| 4         | 2:02    | NE     | touchdown dodavanjem (Brady-Edelman), uspješan pokušaj za dodatni poen (Gostkowski)    | 24       | 28       |

## Statistika utakmice

### Statistika po momčadima
| Statistika                                                      | Seattle Seahawks | New England Patriots |
| --------------------------------------------------------------- | ---------------- | -------------------- |
| Prvih pokušaja                                                  | 20               | 25                   |
| Ukupno osvojenih jardi                                          | 396              | 377                  |
| Broj napada probijanjem                                         | 29               | 21                   |
| Ukupno jardi osvojenih probijanjem                              | 162              | 57                   |
| Broj napada s kompletiranim dodavanjem/ukupno napada dodavanjem | 12/21            | 37/50                |
| Ukupno jardi osvojenih dodavanjem                               | 234              | 320                  |
| Izgubljenih lopti                                               | 1                | 2                    |
| Prekršaji (izgubljenih jardi)                                   | 7 (70)           | 5 (36)               |
| Vrijeme posjeda lopte (min:s)                                   | 26:14            | 33:46                |

### Statistika po igračima

#### Najviše jardi dodavanja
| Quarterback          | Dodavanja* | Yds** | TD*** | Int**** |
| -------------------- | ---------- | ----- | ----- | ------- |
| Russell Wilson (SEA) | 12/21      | 247   | 2     | 1       |
| Tom Brady (NE)       | 37/50      | 328   | 4     | 2       |

#### Najviše jardi probijanja
| Igrač                  | Pokušaja* | Yds** | TD*** |
| ---------------------- | --------- | ----- | ----- |
| Marshawn Lynch (SEA)   | 24        | 102   | 1     |
| LeGarrette Blount (NE) | 14        | 40    | 0     |

#### Najviše uhvaćenih jardi dodavanja
| Igrač                | Dodavanja* | Yds** | TD*** |
| -------------------- | ---------- | ----- | ----- |
| Chris Matthews (SEA) | 4/5        | 109   | 1     |
| Julian Edelman (NE)  | 9/12       | 109   | 1     |

Napomena: * - broj kompletiranih dodavanja/ukupno dodavanja, ** - ukupno jardi dodavanja, *** - broj touchdownova (polaganja), **** - broj izgubljenih lopti